# ۵۰۲ (خورشیدی)
۵۰۲ پانصد و دومین سال هجری خورشیدی است.